# Дубовецкая сельская община
Дубовецкая сельская общи́на (укр. Дубовецька сільська громада) — территориальная община в Ивано-Франковском районе Ивано-Франковской области Украины.
Административный центр — село Дубовцы.
Население составляет 7311 человек. Площадь — 172,2 км².

## Населённые пункты
В состав общины входят 15 сёл:
- Дубовцы
- Делиево
- Бышев
- Кинчаки
- Кремидов
- Озерцо
- Садки
- Ланы
- Мариямполь
- Водники
- Медуха
- Вороница
- Межигорцы
- Тумир
- Тустань